# 霍位桥
霍位桥，山西马邑（今山西朔县）人，是一名清朝政治人物。拔贡出身。
霍位桥曾于1765年接替潘世英任嘉定县知县一职，1765年由李仕清接任。